# Lulama Musti De Gennaro
Lulama Musti De Gennaro (née le 21 janvier 1983 à Rome) est une joueuse italienne de volley-ball. Elle mesure 1,85 m et joue au poste de centrale. Sa mère est originaire du Mozambique.

## Clubs
| Club                     | Pays   | De        | À         |
| ------------------------ | ------ | --------- | --------- |
| Casal dé Pazzi           | Italie | 1998-1999 | 1999-2000 |
| Club Italia              | Italie | 2000-2001 | 2000-2001 |
| Roma Pallavolo           | Italie | 2001-2002 | 2001-2002 |
| Figurella Firenze        | Italie | 2002-2003 | 2002-2003 |
| Team Volley Imola        | Italie | 2003-2004 | 2003-2004 |
| Pallavolo Aragona        | Italie | 2004-2005 | 2004-2005 |
| Virtus Roma              | Italie | 2005-2006 | 2006-2007 |
| Asystel Volley Novare    | Italie | 2007-2008 | 2007-2008 |
| Volley 2002 Forlì        | Italie | jan 2008  | mai 2008  |
| Pallavolo Cesena         | Italie | 2008-2009 | 2008-2009 |
| Aprilia Volley           | Italie | 2009-2010 | 2009-2010 |
| Parme Volley Girls       | Italie | 2010-2011 | 2010-2011 |
| Robursport Volley Pesaro | Italie | 2011-2012 | 2011-2012 |
| Casal dé Pazzi           | Italie | mars 2013 | mai 2013  |
| Promo Volleyball Flero   | Italie | 2013-2014 | …         |

## Palmarès
- Coupe d'Italie A2
  - Vainqueur : 2010.
  - Finaliste : 2014.